# Los Angeles Lakers

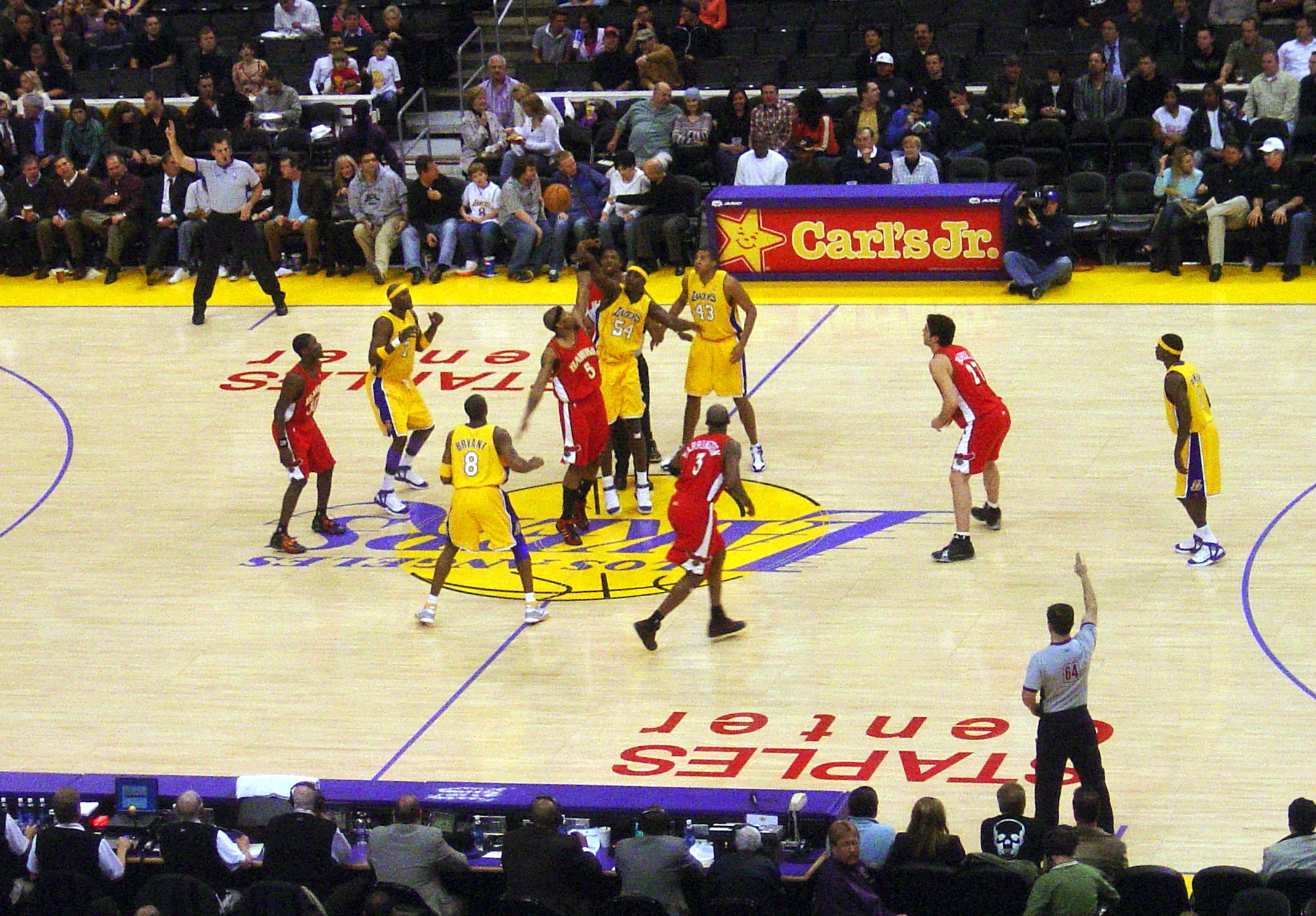
Staples Center, domácí hřiště Lakers, 2006 (zápas proti Hawks)

Los Angeles Lakers je basketbalový tým hrající severoamerickou ligu National Basketball Association ve Staples Center v Los Angeles. Patří do Pacifické divize Západní konference NBA.
Tým byl založen roku 1946 pod názvem Detroit Gems, vystřídal tyto názvy:
- Detroit Gems (Detroit): 1946–1947
- Minneapolis Lakers (Minneapolis): 1947–1960
- Los Angeles Lakers: 1960 - současnost

Za svou historii dokázali Lakers celkem jednatřicetkrát vyhrát play-off své konference, z toho sedmnáctkrát následně i finále celé NBA:
- Vítězství v NBA: 1949, 1950, 1952, 1953, 1954, 1972, 1980, 1982, 1985, 1987, 1988, 2000, 2001, 2002, 2009, 2010 a 2020
- Ostatní vítězství v konferenci: 1959, 1962, 1963, 1965, 1966, 1968, 1969, 1970, 1973, 1983, 1984, 1989, 1991, 2004, 2008, 2010 a 2020

Dres Lakers nosilo mnoho legendárních hráčů, například, Earvin "Magic" Johnson, Kareem Abdul-Jabbar, Wilt Chamberlain, Shaquille O'Neal nebo Kobe Bryant.
Nyní mezi největší hvězdy patří LeBron James, Anthony Davis.

## Statistika týmu v NBA/BAA
| Sezóna             | Výhry              | Prohry             | %                  | Účast v play-off                                                                  | Výsledky v play-off                                                                                       |
| Minneapolis Lakers | Minneapolis Lakers | Minneapolis Lakers | Minneapolis Lakers | Minneapolis Lakers                                                                | Minneapolis Lakers                                                                                        |
| ------------------ | ------------------ | ------------------ | ------------------ | --------------------------------------------------------------------------------- | --- |
| 1948-49            | 44                 | 16                 | 73,3               | První kolo Semifinále BAA Finále BAA                                              | 2:0 Chicago Stags 2:0 Rochester Royals 4:2 Syracuse Nationals                                             |
| 1949-50            | 51                 | 17                 | 75,0               | Předkolo (o 1. místo) Divizní semifinále Divizní finále Semifinále NBA Finále NBA | 1:0 Rochester Royals 2:0 Chicago Stags 2:0 Fort Wayne Pistons 2:0 Anderson Packers 4:2 Syracuse Nationals |
| 1950-51            | 44                 | 24                 | 64,7               | Divizní semifinále Divizní finále                                                 | 2:1 Indianapolis Olympians 1:3 Rochester Royals                                                           |
| 1951-52            | 40                 | 26                 | 60,6               | Divizní semifinále Divizní finále Finále NBA                                      | 2:0 Indianapolis Olympians 3:1 Rochester Royals 4:3 New York Knicks 3                                     |
| 1952-53            | 48                 | 22                 | 68,6               | Divizní semifinále Divizní finále Finále NBA                                      | 2:0 Indianapolis Olympians 3:2 Fort Wayne Pistons 4:1 New York Knicks 1                                   |
| 1953-54            | 46                 | 26                 | 63,9               | Nadstavba Divizní finále Finále NBA                                               | 3:0 2:1 Rochester Royals 4:3 Syracuse Nationals                                                           |
| 1954-55            | 40                 | 32                 | 55,6               | Divizní semifinále Divizní finále                                                 | 2:1 Rochester Royals 1:3 Fort Wayne Pistons                                                               |
| 1955-56            | 33                 | 39                 | 45,8               | Předkolo (o 2. místo) Divizní semifinále                                          | 1:0 St. Louis Hawks 1:2 St. Louis Hawks                                                                   |
| 1956-57            | 34                 | 38                 | 47,2               | Předkolo Divizní semifinále Divizní finále                                        | 0:1 St. Louis Hawks 2:0 Fort Wayne Pistons 0:3 St. Louis Hawks                                            |
| 1957-58            | 19                 | 53                 | 26,4               |                                                                                   | |
| 1958-59            | 33                 | 39                 | 45,8               | Divizní semifinále Divizní finále Finále NBA                                      | 2:1 Detroit Pistons 4:2 St. Louis Hawks 0:4 Boston Celtics                                                |
| 1959-60            | 25                 | 50                 | 33,3               | Divizní semifinále Divizní finále                                                 | 2:0 Detroit Pistons 3:4 St. Louis Hawks                                                                   |
| Los Angeles Lakers |                    |                    |                    |                                                                                   | |
| 1960-61            | 36                 | 43                 | 45,6               | Divizní semifinále Divizní finále                                                 | 2:0 Detroit Pistons 3:4 St. Louis Hawks                                                                   |
| 1961-62            | 54                 | 26                 | 67,5               | Divizní finále Finále NBA                                                         | 3:2 Detroit Pistons 3:4 Boston Celtics                                                                    |
| 1962-63            | 53                 | 27                 | 66,3               | Divizní finále Finále NBA                                                         | 4:3 St. Louis Hawks 2:4 Boston Celtics                                                                    |
| 1963-64            | 42                 | 38                 | 52,5               | Divizní semifinále                                                                | 2:3 St. Louis Hawks                                                                                       |
| 1964-65            | 49                 | 31                 | 61,3               | Divizní finále Finále NBA                                                         | 4:2 Baltimore Bullets 1:4 Boston Celtics                                                                  |
| 1965-66            | 45                 | 35                 | 56,3               | Divizní finále Finále NBA                                                         | 4:3 St. Louis Hawks 3:4 Boston Celtics                                                                    |
| 1966-67            | 36                 | 45                 | 44,4               | Divizní semifinále                                                                | 0:3 San Francisco Warriors                                                                                |
| 1967-68            | 52                 | 30                 | 63,4               | Divizní semifinále Divizní finále Finále NBA                                      | 4:1 Chicago Bulls 4:0 San Francisco Warriors 3:4 Boston Celtics                                           |
| 1968-69            | 55                 | 27                 | 67,1               | Divizní semifinále Divizní finále Finále NBA                                      | 4:2 San Francisco Warriors 4:1 Atlanta Hawks 3:4 Boston Celtics                                           |
| 1969-70            | 46                 | 36                 | 56,1               | Konferenční semifinále Konferenční finále Finále NBA                              | 4:3 Phoenix Suns 4:0 Atlanta Hawks 3:4 New York Knicks                                                    |
| 1970-71            | 48                 | 34                 | 58,5               | Konferenční semifinále Konferenční finále                                         | 4:3 Chicago Bulls 1:4 Milwaukee Bucks                                                                     |
| 1971-72            | 69                 | 13                 | 84,1               | Konferenční semifinále Konferenční finále Finále NBA                              | 4:0 Chicago Bulls 4:2 Milwaukee Bucks 4:1 New York Knicks                                                 |
| 1972-73            | 60                 | 22                 | 73,2               | Konferenční semifinále Conference Finals Finále NBA                               | 4:3 Chicago Bulls 4:1 Golden State Warriors 1:4 New York Knicks                                           |
| 1973-74            | 47                 | 35                 | 57,3               | První kolo                                                                        | 1:4 Milwaukee Bucks                                                                                       |
| 1974-75            | 30                 | 52                 | 36,6               |                                                                                   | |
| 1975-76            | 40                 | 42                 | 48,8               |                                                                                   | |
| 1976-77            | 53                 | 29                 | 64,6               | První kolo Konferenční semifinále                                                 | 4:3 Golden State Warriors 0:4 Portland Trail Blazers                                                      |
| 1977-78            | 45                 | 37                 | 54,9               | První kolo                                                                        | 1:2 Seattle SuperSonics                                                                                   |
| 1978-79            | 47                 | 35                 | 57,3               | První kolo Konferenční semifinále                                                 | 2:1 Denver Nuggets 1:4 Seattle SuperSonics                                                                |
| 1979-80            | 60                 | 22                 | 73,2               | Konferenční semifinále Konferenční finále Finále NBA                              | 4:1 Phoenix Suns 4:1 Seattle SuperSonics 2:4 Philadelphia 76ers                                           |
| 1980-81            | 54                 | 28                 | 65,9               | První kolo                                                                        | 1:2 Houston                                                                                               |
| 1981-82            | 57                 | 25                 | 69,5               | Konferenční semifinále Konferenční finále Finále NBA                              | 4:0 Phoenix Suns 4:0 San Antonio Spurs 4:2 Philadelphia 76ers                                             |
| 1982-83            | 58                 | 24                 | 70,7               | Konferenční semifinále Konferenční finále Finále NBA                              | 4:1 Portland Trail Blazers 4:2 San Antonio Spurs 0:4 Philadelphia 76ers                                   |
| 1983-84            | 54                 | 28                 | 65,9               | První kolo Konferenční semifinále Konferenční finále Finále NBA                   | 3:0 Kansas City Kings 4:1 Dallas Mavericks 4:2 Phoenix Suns 3:4 Boston Celtics                            |
| 1984-85            | 62                 | 20                 | 75,6               | První kolo Konferenční semifinále Konferenční finále Finále NBA                   | 3:0 Phoenix Suns 4:1 Portland Trail Blazers 4:1 Denver Nuggets 4:2 Boston Celtics                         |
| 1985-86            | 62                 | 20                 | 75,6               | První kolo Konferenční semifinále Konferenční finále                              | 3:0 San Antonio Spurs 4:2 Dallas Mavericks 1:4 Houston Rockets                                            |
| 1986-87            | 65                 | 17                 | 79,3               | První kolo Konferenční semifinále Konferenční finále Finále NBA                   | 3:0 Denver Nuggets 4:1 Golden State Warriors 4:0 Seattle SuperSonics 4:2 Boston Celtics                   |
| 1987-88            | 62                 | 20                 | 75,6               | První kolo Konferenční semifinále Konferenční finále Finále NBA                   | 3:0 San Antonio Spurs 4:3 Utah Jazz 4:3 Dallas Mavericks 4:3 Detroit Pistons                              |
| 1988-89            | 57                 | 25                 | 69,5               | První kolo Konferenční semifinále Konferenční finále Finále NBA                   | 3:0 Portland Trail Blazers 4:0 Seattle SuperSonics 4:0 Phoenix Suns 0:4 Detroit Pistons                   |
| 1989-90            | 63                 | 19                 | 76,8               | První kolo Konferenční semifinále                                                 | 3:1 Houston Rockets 1:4 Phoenix Suns                                                                      |
| 1990-91            | 58                 | 24                 | 70,7               | První kolo Konferenční semifinále Konferenční finále Finále NBA                   | 3:0 Houston Rockets 4:1 Golden State Warriors 4:2 Portland Trail Blazers 1:4 Chicago Bulls                |
| 1991-92            | 43                 | 39                 | 52,4               | První kolo                                                                        | 1:3 Portland Trail Blazers                                                                                |
| 1992-93            | 39                 | 43                 | 47,6               | První kolo                                                                        | 2:3 Phoenix Suns                                                                                          |
| 1993-94            | 33                 | 49                 | 40,2               |                                                                                   | |
| 1994-95            | 48                 | 34                 | 58,5               | První kolo Konferenční semifinále                                                 | 3:1 Seattle SuperSonics 2:4 San Antonio Spurs                                                             |
| 1995-96            | 53                 | 29                 | 64,6               | První kolo                                                                        | 1:3 Houston Rockets                                                                                       |
| 1996-97            | 56                 | 26                 | 68,3               | První kolo Konferenční semifinále                                                 | 3:1 Portland Trail Blazers 1:4 Utah Jazz                                                                  |
| 1997-98            | 61                 | 21                 | 74,4               | První kolo Konferenční semifinále Konferenční finále                              | 3:1 Portland Trail Blazers 4:1 Seattle SuperSonics 0:4 Utah Jazz                                          |
| 1998-99            | 31                 | 19                 | 62,0               | První kolo Konferenční semifinále                                                 | 3:1 Houston Rockets 0:4 San Antonio Spurs                                                                 |
| 1999–2000          | 67                 | 15                 | 81,7               | První kolo Konferenční semifinále Konferenční finále Finále NBA                   | 3:2 Sacramento Kings 4:1 Phoenix Suns 4:3 Portland Trail Blazers 4:2 Indiana Pacers                       |
| 2000-01            | 56                 | 26                 | 68,3               | První kolo Konferenční semifinále Konferenční finále Finále NBA                   | 3:0 Portland Trail Blazers 4:0 Sacramento Kings 4:0 San Antonio Spurs 4:1 Philadelphia 76ers              |
| 2001-02            | 58                 | 24                 | 70,7               | První kolo Konferenční semifinále Konferenční finále Finále NBA                   | 3:0 Portland Trail Blazers 4:1 San Antonio Spurs 4:3 Sacramento Kings 4:0 New Jersey Nets                 |
| 2002-03            | 50                 | 32                 | 61,0               | První kolo Konferenční semifinále                                                 | 4:2 Minnesota Timberwolves 2:4 San Antonio Spurs                                                          |
| 2003-04            | 56                 | 26                 | 68,3               | První kolo Konferenční semifinále Konferenční finále Finále NBA                   | 4:1 Houston Rockets 4:2 San Antonio Spurs 4:2 Minnesota Timberwolves 1:4 Detroit Pistons                  |
| 2004-05            | 34                 | 48                 | 41,5               |                                                                                   | |
| 2005-06            | 45                 | 37                 | 54,9               | První kolo                                                                        | 3:4 Phoenix Suns                                                                                          |
| 2006-07            | 42                 | 40                 | 51,2               | První kolo                                                                        | 1:4 Phoenix Suns                                                                                          |
| 2007-08            | 57                 | 25                 | 69,5               | První kolo Konferenční semifinále Konferenční finále Finále NBA                   | 4:0 Denver Nuggets 4:2 Utah Jazz 4:1 San Antonio Spurs 1:4 Boston Celtics                                 |
| 2008-09            | 65                 | 17                 | 79,3               | První kolo Konferenční semifinále Konferenční finále Finále NBA                   | 4:1 Utah Jazz 4:3 Houston Rockets 4:2 Denver Nuggets 4:1 Orlando Magic                                    |
| 2009-10            | 57                 | 25                 | 69,5               | První kolo Konferenční semifinále Konferenční finále Finále NBA                   | 4:2 Oklahoma City Thunder 4:0 Utah Jazz 4:2 Phoenix Suns 4:3 Boston Celtics                               |
| 2010-11            | 57                 | 25                 | 69,5               | První kolo Konferenční semifinále                                                 | 4:2 New Orleans Hornets 0:4 Dallas Mavericks                                                              |
| 2011-12            | 41                 | 25                 | 62,1               | První kolo Konferenční semifinále                                                 | 4:3 Denver Nuggets 1:4 Oklahoma City Thunder                                                              |
| 2012-13            | 45                 | 37                 | 54,9               | První kolo                                                                        | 0:4 San Antonio Spurs                                                                                     |
| 2013-14            | 27                 | 59                 | 32,9               |                                                                                   | |
| 2014-15            | 21                 | 61                 | 25,6               |                                                                                   | |
| 2015-16            | 17                 | 65                 | 20,7               |                                                                                   | |
| Celkem             | 3235               | 2134               | 60,3               |                                                                                   | |
| Play-off           | 406                | 282                | 59,0               | 16 vítězství                                                                      | 16 vítězství                                                                                              |